# Syzeuctus insolitus
Syzeuctus insolitus là một loài tò vò trong họ Ichneumonidae.